# Volo Western Airlines 2605
Il volo Western Airlines 2605, chiamato anche con il soprannome di "The Night Owl (in italiano Il Nottambulo)", era un volo passeggeri internazionale da Los Angeles, California, a Città del Messico, Messico. Il 31 ottobre 1979, alle 5:42 (UTC−06:00), il McDonnell Douglas DC-10 operante tale rotta si schiantò all'Aeroporto Internazionale di Città del Messico, in condizioni di nebbia, dopo l'atterraggio su una pista chiusa per manutenzione. Delle 89 persone a bordo, 72 rimasero uccise. Anche un addetto alla manutenzione della pista morì, poiché l'aereo colpì il veicolo su cui si trovava.
Il volo 2605 rimane il peggior incidente aereo avvenuto a Città del Messico, nonché il peggiore avvenuto sul suolo messicano, dopo lo schianto di due Boeing 727: il volo Mexicana 704 del 1969 e il volo Mexicana 940 del 1986.
Lo schianto è inoltre uno dei tre incidenti fatali coinvolgenti DC-10 nel 1979, essendo avvenuto poco più di cinque mesi dopo il volo American Airlines 191 all'Aeroporto Internazionale di Chicago O'Hare, e meno di un mese prima del volo Air New Zealand 901 sul Monte Erebus in Antartide.

## Il velivolo e l'equipaggio
L'aereo coinvolto era un McDonnell Douglas DC-10-10, marche N903WA. Era dipinto con la livrea speciale "DC-10 Spaceship" della Western Airlines. Organizzato secondo il layout Spaceship, l'aereo aveva 46 posti in prima classe e 193 posti in seconda. Volò per la prima volta nel 1973, ed in sei anni aveva accumulato 24,614 ore di volo. Il giorno del fatale volo, l'aereo trasportava 76 passeggeri e 13 membri dell'equipaggio.
Il volo 2605 era pilotato dal comandante Charles Gilbert (53 anni), dal primo ufficiale Ernst Reichel (46 anni), e dall'ingegnere di volo Daniel Walsh (39 anni).

## L'incidente
L'aeroporto internazionale di Città del Messico ha due piste: pista 23 sinistra (23L) e pista 23 destra (23R). Al momento dell'incidente la pista 23L era dotata di apparecchiature complete per effettuare l'avvicinamento strumentale, incluso un sistema di atterraggio strumentale (ILS), mentre la pista 23R ne era priva. Il 19 ottobre 1979 fu emesso un avviso agli aviatori in cui si diceva che la pista 23L sarebbe stata chiusa fino a nuovo avviso per lavori di rifacimento della superficie.
Il 31 ottobre 1979 il volo partì dall'aeroporto internazionale di Los Angeles alle 01:40 PST (UTC-08:00) e doveva atterrare molto prima dell'alba a Città del Messico. Il cielo era piuttosto buio, poiché il crepuscolo era iniziato solo cinque minuti prima dello schianto e la nebbia a terra oscurava la pista.
Quando il volo 2605 si avvicinò all'aeroporto internazionale di Città del Messico, i controllori del traffico aereo autorizzarono i piloti ad effettuare un avvicinamento strumentale utilizzando l'ILS della pista 23L, con una pista di atterraggio prevista sulla 23R. Con la pista 23L chiusa per manutenzione, i controllori prevedevano che il volo 2605 avrebbe dovuto eseguire una manovra laterale verso la pista 23R, quella aperta. Per fare ciò l'equipaggio avrebbe seguito il percorso di planata dell'ILS verso la pista 23L e, non appena avvistata la pista, avrebbe riorientato l'aereo per atterrare sulla 23R. Durante l'avvicinamento, l'equipaggio venne informato per quattro volte dal controllo di avvicinamento o dalla torre che la pista di atterraggio prevista era la 23R. Tuttavia i controllori non usarono alcuna fraseologia indicativa di una manovra di elusione familiare ai piloti americani. Non c'era una rappresentazione visiva pubblicata dell'avvicinamento laterale a disposizione dei piloti e la tabella di avvicinamento dell'aeroporto per la pista 23R mostrava solo i minimi di quota e di visibilità. Entrambi i piloti sapevano che la 23L era chiusa, poiché in precedenza erano atterrati sulla 23R senza incidenti mentre la 23L era fuori servizio.
Le condizioni meteorologiche stavano peggiorando durante l'avvicinamento del volo 2605. Un bollettino meteorologico delle 5:00 indicava una visibilità di due o tre miglia nautiche a seconda della direzione; entro le 6:00 (poco dopo l'incidente) la visibilità è stata descritta come "zero." Il volo 2605 si stava avvicinando alla pista chiusa alle 5:42. La registrazione in cabina di pilotaggio degli ultimi secondi del volo indicava che il primo ufficiale e il comandante discussero di essere autorizzati per la 23R, sebbene fossero ancora in avvicinamento alla 23L. Il capitano Gilbet se ne rese conto, dicendo: "No, questo è l'avvicinamento alla dannata sinistra". Con l'aereo a una velocità di 130 nodi, il carrello di atterraggio principale toccò il suolo, mentre quello sinistro finì sull'erba a sinistra della pista 23L e il carrello destro dall'altra parte, producendo una forza maggiore di 2 g. Un secondo dopo i piloti tentarono di interrompere l'atterraggio e iniziare una riattaccata. Il primo ufficiale Reichel iniziò a descrivere la procedura di mancato avvicinamento dell'ILS, una salita a 8.500 piedi, in maniera "non urgente e superficiale" mentre il DC-10 tornava in volo. Circa 3,3 secondi dopo l'atterraggio e con un assetto di 10-11° in su, il carrello di atterraggio principale destro sbatté contro un dumper carico di 10 tonnellate di terra. La maggior parte del carrello destro si staccò dall'aereo e colpì lo stabilizzatore orizzontale destro. L'impatto del carrello d'atterraggio distrusse il camion, ferendo mortalmente il conducente e lasciando un campo di detriti di 400 m per 100 m nell'area.
L'aereo danneggiato, ancora in volo grazie alla spinta al decollo ancora impostata, iniziò a virare a destra. L'angolo di inclinazione aumentò fino a quando il flap dell'ala destra colpì la cabina di una ruspa a 1.500 metri dalla soglia della pista. Nell'abitacolo si poteva percepire il panico; Gilbert è stato sentito urlare, mentre il copilota lo esortò dicendo "alzalo [l'aereo]." Il rollio aumentò al punto che l'ala destra iniziò a strisciare sul terreno e le vie di rullaggio vicino alla pista dovettero essere chiuse. La punta dell'ala destra colpì infine l'angolo di un hangar per le riparazioni di aerei, causando danni all'hangar e fratturando anche l'ala destra del DC-10. L'aereo colpì un edificio di servizio della Eastern Airlines a nord di entrambe le piste, 26 secondi dopo il primo atterraggio. L'impatto finale provocò la rottura strutturale del velivolo, danneggiò gravemente l'edificio a due piani in cemento armato e accese un incendio che consumò buona parte della struttura dell'aeromobile. Una parte dell'ala sinistra del DC-10 cadde ben al di fuori dell'aeroporto, colpendo un edificio residenziale in via Matamoros nella colonia di Peñón de los Baños, causando un secondo incendio.
La maggior parte dei sopravvissuti è stata trovata in una sezione di fusoliera lunga sei metri che fortunatamente non aveva preso fuoco. I sopravvissuti dissero che alcuni grandi pezzi dell'edificio avevano continuato a cadere sui rottami dell'aereo per diversi minuti dopo l'incidente mentre i soccorritori stavano arrivando sulla scena.

## Stato degli occupanti

### Aereo
Il giorno dell'incidente è stato riportato lo stato delle persone a bordo del volo 2605:
- 63 corpi recuperati
- 8 dispersi e presunti morti
- 3 passeggeri in terapia intensiva all'American British Cowdray Hospital
- 9 passeggeri in condizioni discrete all'American British Cowdray Hospital
- 5 passeggeri già dimessi da altri ospedali dopo le cure di primo soccorso

Un altro passeggero morì per le ferite riportate all'American British Cowdray Hospital il 18 novembre, portando il numero totale di decessi di passeggeri e membri dell'equipaggio a 72. Dei 16 passeggeri sopravvissuti rimasero feriti in 14.
Al 6 novembre, tre persone a bordo che erano morte non erano ancora state identificate o reclamate, e l'ufficio del coroner plasmò i modelli dei loro volti per aiutare nell'identificazione. Il resto è stato identificato per nazionalità.
| Nazionalità      | Vittime |
| ---------------- | ------- |
| Giappone         | 1       |
| Messico          | 37      |
| Nicaragua        | 1       |
| Regno Unito      | 2       |
| Stati Uniti      | 28      |
| Non identificati | 3       |
| Totale           | 72      |

### A terra
Sono stati segnalati diversi feriti a terra e decessi. Le vittime a terra risultarono essere costituite inizialmente soltanto dall'autista del camion parcheggiato sulla pista 23L, che però salirono a tre quando morirono anche due persone nell'edificio della Eastern Airlines. Ben 30 persone rimasero ferite, comprese quelle a terra ferite dai detriti volanti.

### Chiusura dell'aeroporto
L'aeroporto internazionale di Città del Messico è stato costretto a chiudere temporaneamente i voli e, secondo quanto riferito, 2.000 persone vi si recarono per vedere il luogo dell'incidente e i detriti venerdì 2 novembre.

## L'indagine sull'incidente
Quando il volo 2605 si schiantò sul suolo messicano, l'indagine sull'incidente passò nelle mani della Direzione Generale dell'Aeronautica Civile (DGAC). I dettagli dei suoi risultati sono stati ripubblicati nella circolare 173-AN/109 dell'Organizzazione per l'Aviazione Civile Internazionale (ICAO). La probabile causa dell'incidente è stata determinata come "Mancato rispetto dei minimi meteorologici per la procedura di avvicinamento, come stabilito; mancato rispetto delle procedure operative dell'aeromobile durante la fase di avvicinamento e atterraggio su una pista chiusa al traffico."
Un'ulteriore indagine è stata condotta dall'Air Line Pilots Association e i suoi risultati sono stati riassunti nel numero di dicembre 1983 della rivista Flying. Mentre il rapporto dell'ALPA ammetteva che i piloti erano atterrati sulla pista sbagliata di fronte ai minimi pubblicati, criticava il rapporto messicano come di "profondità e dettaglio inadeguati" e contenente "errori significativi."

### Avvicinamento laterale
Un punto di disaccordo principale tra il rapporto ufficiale dell'ICAO e quello dell'ALPA era la formulazione e la descrizione del fallito avvicinamento laterale alla pista 23R. Il rapporto ufficiale recita:
L'altezza di decisione sulla quale era basato l'avvicinamento laterale richiedeva che la pista 23R fosse visibile (e per eseguire la manovra di passo laterale) intorno ai 600 piedi AGL. Proseguendo verso la 23L al di sotto di quell'altezza, per definizione l'equipaggio stava deviando dall'avvicinamento autorizzato.
Lo studio dell'ALPA ipotizzò che l'equipaggio si fosse confuso sulla procedura per l'avvicinamento laterale. Inoltre indicò che l'atterraggio sulla 23L chiusa richiedeva solo che l'equipaggio continuasse la sua attuale traiettoria di volo, che era un avvicinamento ILS diretto alla 23L.

## Raccomandazioni di sicurezza
L'incidente e la successiva indagine portarono all'emanazione delle Raccomandazioni di sicurezza dell'NTSB A-80-59 e A-80-60. Richiedevano esplicite procedure di avvicinamento alla pista pubblicate per gli avvicinamenti aeroportuali che prevedevano passaggi laterali e la distribuzione della documentazione delle procedure di avvicinamento laterale in generale.

## Conseguenze
Marc Lucoff, il fratello di Kenneth Lucoff, una delle vittime, intentò una causa civile da $ 18.000.000 contro Western Airlines e McDonnell-Douglas in un tribunale di Chicago, accusando entrambi di negligenza nella morte di suo fratello.